# Oreilles d'âne
Pour les articles homonymes, voir Oreille d'âne.
Les oreilles d'âne sont un mets traditionnel du Valgaudemar, du Champsaur et de La Salette-Fallavaux. C'est un gratin d'épinards sauvages et de lasagnes ou de pâte à crêpes.

## Étymologie
Il tient son nom de tétragones sauvages qui ont à maturité la feuille en forme d'oreille d'âne,.

## Recette traditionnelle
La recette traditionnelle était réalisée à partir de petit rondins de pâtes que l'on coupait en morceaux, que l'on pochait à l'eau bouillante salée et que l'on plaçait après les avoir égouttés dans un plat à gratin par couches en alternance avec les feuilles d'épinards sauvages cuites au jus, de la sauce béchamel et de la tome de montagne râpée. Elles étaient ensuite gratinées au four.
Dans le village de La Salette-Fallavaux, les oreilles d'âne était composées de gros ravioli garnis de feuilles de blette ou d'épinard pochées. Elles étaient ensuite rangées dans un plat à gratin, nappées de sauce béchamel et gratinées.

## Recette actuelle
Aujourd'hui, pour plus de commodité, on utilise des plaques de lasagnes (ou de crouzets) en alternance avec des couches d'épinards à la crème relevées de fromage râpé.

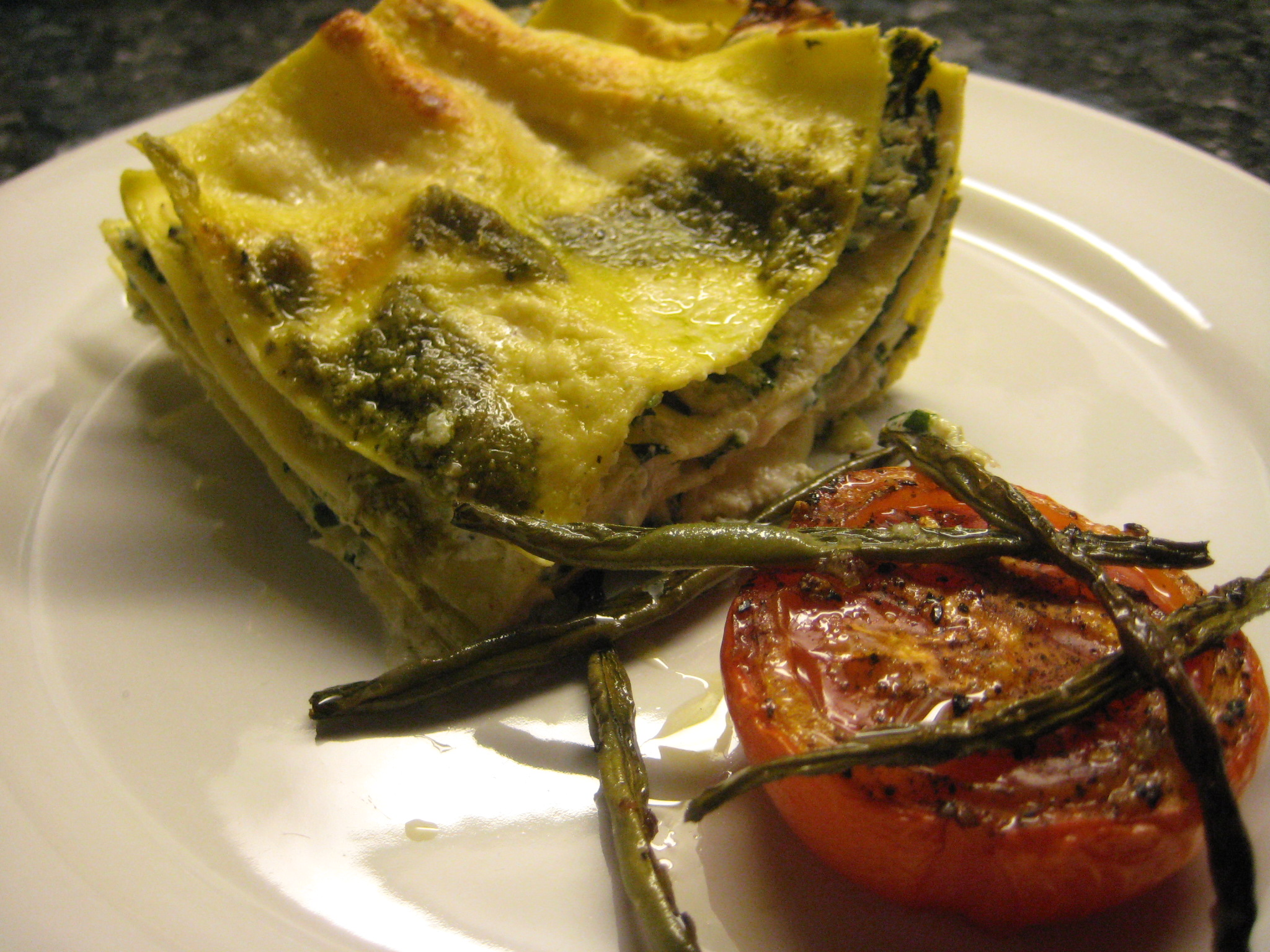
Gratin d'oreilles d'âne aux lasagnes.